# Смолін Микола Федорович
Микола Федорович Смолін (6 листопада 1921, Каменка — ?) — український радянський живописець; член Чернівецької організації Спілки радянських художників України з 1964 року.

## Біографія
Народився 6 листопада 1921 року у селі Каменці (нині у складі Октябрського району Оренбурзької області, Росія). У 1937—1941 роках навчався у Пензенському художньому училищі, був учнем Івана Горюшкіна-Сорокопудова. Учасник німецько-радянської війни. Нагороджений орденом Вітчизняної війни II ступеня (6 квітня 1985). Член ВКП(б) з 1947 року.
Протягом 1950—1954 років навчався на факультеті живопису у Харківському художньому інституті. З 1954 року жив у Чернівцях, мешкав у будинку на вулиці Григорія Сковороди, № 5, квартира № 6. На початку 1970 років виїхав до РРФСР.

## Творчість
Працював у галузі станкового живопису, створював тематичні картирни, портрети, пейзажі, натюрморти. Серед робіт:
- «Ріка Путила» (1959);
- «Гуцульщина» (1962);
- «Жіночий портрет» (1962);
- «Березань» (1963);
- «Перші мазки» (1963);
- «За стінами фортеці» (1964);
- «Агроном Л. Іванчик» (1965);
- «Земля Буковинська» (1965);
- «Там, де прикордонна застава» (1965);
- «Над Черемошем» (1966);
- «На Другий з'їзд партії» (1967);
- «Зусиріч визволителів села Недобоївців» (1968);
- «Повернення на батьківщину. Квітень 1917 року» (1970).

Брав участь у всесоюзних виставках з 1954 року, республіканських — з 1960 року. Персональна виставка відбулася у Чернівцях у 1971 році.
Окремі роботи художника зберігаються у Чернівецькому художньому музеї.